# Bathydraco
Bathydraco — рід окунеподібних риб родини Антарктичні плосконоси (Bathydraconidae). Представники роду мешкають у Південному океані навколо Антарктиди.

## Види
Рід містить 5 видів:
- Bathydraco antarcticus Günther, 1878
- Bathydraco joannae H. H. DeWitt, 1985
- Bathydraco macrolepis Boulenger, 1907
- Bathydraco marri Norman, 1938
- Bathydraco scotiae Dollo, 1906